# Fawzia Koofi
Fawzia Koofi (em persa: فوزیه کوفی; Província de Badakhshan, 1975) é uma política e feminista afegã. Ela foi a primeira mulher a ocupar o cargo de vice-presidente do Parlamento do Afeganistão. 
Fawzia foi membro da delegação afegã que negociou um tratado de paz com o grupo Talibã, em Doha, no Qatar, além de ter sido membro do Parlamento em Kabul e vice-presidente da Assembleia Nacional do país.

## Biografia
Fawzia nasceu no distrito de Kuf Ab, na Província de Badakhshan, em 1975. Nascida em uma família polígama, Fawzia foi rejeitada por seus pais por causa de seu gênero. Seu pai era membro do parlamento e tinha se casado com uma mulher bem mais jovem e sua mãe queria manter a afeição do marido. Assim, no dia em que nasceu, Fawzia foi deixada embaixo do sol para morrer, mas Fawzia resistiu. Sua mãe disse anos mais tarde que não queria ter outra menina para que sua filha não sofresse o mesmo que ela sofrera.
Durante a Guerra Civil no Afeganistão, durante os anos 1990, as ruas eram perigosas, mas sua mãe garantiu que ela fosse à escola. Apesar de ter medo de enviar uma menina para estudar fora de casa, sua mãe a enviava todos os dias e pedia que ela não fosse eleita representante de classe, pois queria a filha viva. Ela foi a única menina da família a frequentar a escola e depois a faculdade. Quando o Talibã tomou o poder do país nos anos 1990, todas as meninas, jovens e mulheres adultas foram proibidas de estudar. Fawzia é fluente em dari, pashto, inglês e urdu.
| “ | Pude ver diante dos meus olhos, o talento e a capacidade do Afeganistão; 55% da sociedade afegã é formada por mulheres e está privada de todo esse progresso. E isso foi um desastre para o futuro do país. | ” |

Seu pai foi membro do parlamento por 25 anos, mas morreu em 1989, já perto do fim da Guerra do Afeganistão (1979–1989), assassinado por um mujahidin. Fawzia tem bacharelado em Direito e Ciências políticas pela Universidade de Kabul, com mestrado em Relações Internacionais e Direitos humanos pela Faculdade de Diplomacia e Relações Internacionais de Genebra, mas originalmente Fawzia queria ser médica. Ela acabou escolhendo estudar administração e ciêncais políticas para se tornar membro da UNICEF, onde trabalhou com refugiados, mulheres e crianças marginalizadas e atuou como agente de proteção infantil para a organização entre 2002 e 2004.

## Carreira

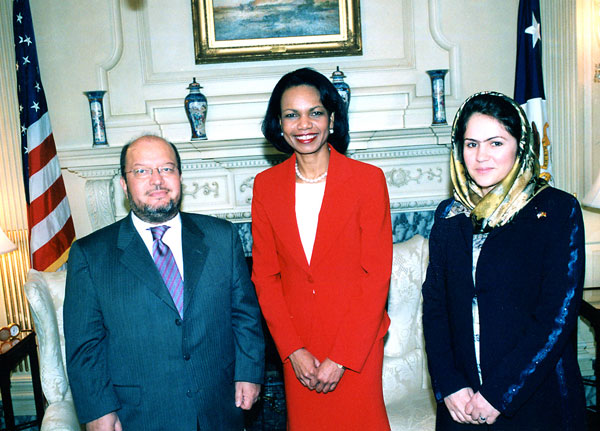
Secretária de Estado Condoleezza Rice com membros do Parlamento Afegão, Fawzia Koofi e Sayed Hamed Gailani, em 2006.

Sua carreira política começou em 2001, logo após a queda do regime do Talibã. Ela foi a líder da campanha "De volta à escola", que promovia a educação de meninas pelo país. De 2002 a 2004, Fawzia trabalhou na UNICEF, como agente de proteção infantil, que visava proteger crianças de violência, exploração e abuso.
Nas eleições de 2005, ela foi eleita membro do Wolesi Jirga, a Casa do Povo, uma câmara baixa pertencente à Assembleia Nacional do Afeganistão, pelo distrito de Badakhshan. Fawzia foi a primeira mulher a ser vice-presidente da câmara baixa, cujo presidente também carrega o título de vice-presidente da Assembleia Nacional. Ela foi reeleita em 2010, sendo uma das 69 mulheres da assembleia.
No Parlamento, ela se concentrou principalmente nos direitos das mulheres, mas também legislou sobre a construção de estradas para conectar vilas remotas a instalações educacionais e de saúde. Em 2009, Fawzia elaborou a legislação para Eliminação da Violência Contra as Mulheres (EVAW) no país. Assinado como decreto, o projeto precisava ser votado para se tornar um documento oficial da constituição afegã. Ele foi apresentado ao Parlamento em 2013 e foi bloqueado pelos membros conservadores que alegaram que alguns artigos da lei eram contra o Islã. No entanto, a lei está sendo implementada em todas as 34 províncias do Afeganistão e os processos judiciais estão sendo decididos com base na lei.
Fawzia foi vítima de várias tentativas de assassinato, incluindo uma em 8 de março de 2010, perto da cidade de Tora Bora. Fawzia pretendia concorrer à presidência do Afeganistão nas eleições presidenciais de 2014 com uma plataforma baseada em direitos iguais para as mulheres, promovendo a educação universal e a oposição à corrupção política, mas em julho de 2014, ela declarou que a comissão eleitoral mudou a data de registro para outubro 2013 e, como resultado, ela não se qualificou para o requisito de idade mínima de 40 anos.
Ela foi reeleita membro do Parlamento em 2014, mas não atua mais como vice-presidente. Atualmente ela é presidente da Comissão de Mulheres, Sociedade Civil e Direitos Humanos do Afeganistão. Em 2020, Fawzia passou a integrar a equipe de 21 membros que deveria representar o governo do Afeganistão nas negociações de paz com o Talibã. Em 14 de agosto de 2020, ela foi baleada no braço por homens armados que tentaram assassiná-la perto de Cabul, quando ela voltava de uma visita à província de Parwan, no norte, com sua irmã, Maryam Koofi.
Em meio ao rápido avanço do Talibã durante o verão de 2021 pelo país, quando questionada em uma entrevista sobre seus pensamentos sobre a retirada das tropas dos Estados Unidos do Afeganistão, Fawzia  disse que os EUA haviam abandonado as mulheres do Afeganistão e que está muito decepcionada com o que está acontecendo.
Em 30 de agosto de 2021, Fawzia fugiu do Afeganistão em um dos últimos voos norte-americanos a deixar o país com refugiados. Ela estava sob prisão domiciliar a mando do Talibã, mas conseguiu fugir da vigilância do grupo radical e desembarcou no Qatar, onde se juntou às duas filhas.
| “ | Eu nunca quis ir embora. Sair nessa situação, pensando que milhares, talvez milhões de pessoas, estão desesperadas e sem esperança… deixar essas pessoas, emocionalmente, é tão errado. | ” |

## Vida pessoal
Fawzia foi casada com um engenheiro e professor de química, chamado Hamid. Apesar de seu casamento ter sido arranjado pela família, ela não desaprovou a união. Apenas dez dias depois do casamento, soldados do Talibã prenderam seu marido na rua e o encarceraram. Uma vez, ao tentar visitá-lo, um soldado do Talibã tentou apedrejá-la por ela ainda usar o esmalte de sua festa de casamento. Na cadeia, Hamid acabou contraindo tuberculose e morreu pouco depois de sua soltura, em 2003.

## Reconhecimento
Em dezembro de 2013, foi eleita uma das 100 mulheres mais influentes do mundo pela BBC.